# Julie Delpech
Pour les articles homonymes, voir Delpech et Julie Wolkenstein.
Julie Delpech, née le 25 septembre 1989 au Mans (Sarthe), est une femme politique française, députée de la Sarthe des seizième et dix-septième législatures.
Elle est élue en juin 2022 députée de la première circonscription de la Sarthe sous l'étiquette Ensemble-LREM. Elle est, depuis juillet 2024 vice-présidente du groupe Ensemble pour la République à l'Assemblée nationale.

## Biographie

### Enfance
Julie Delpech est la fille de l'ancienne députée Pascale Fontenel-Personne et de Patrick Delpech, qui est secrétaire fédéral du Parti socialiste sarthois pendant plusieurs années.

### Parcours professionnelle et politique

#### Début
Elle commence sa carrière politique en 2010 en tant que collaboratrice du groupe « Socialiste et républicains » au Conseil régional des Pays de la Loire, avant de travailler, de 2014 à 2017, comme attachée parlementaire pour le sénateur-maire PS Jean-Claude Boulard et comme collaboratrice du maire du Mans jusqu'en 2018,.
À partir de 2018, elle s’oriente vers le secteur privé en rejoignant le groupe Oui Care, entreprise spécialisée dans les services à la personne, en tant que chargée de communication.

#### À l’Assemblée nationalehttps://www.ouest-france.fr/politique/renaissance/la-deputee-julie-delpech-integre-la-commission-dinvestiture-de-renaissance-f301b136-04aa-11f0-a7a0-db29bf98805a
Candidate pour les élections législatives de 2022 dans la Sarthe, elle représente le parti Renaissance (ex-LREM) dans la première circonscription de la Sarthe, où elle est élue. Elle est réélue en 2024, bien qu'en ballotage défavorable face à la candidate RN, bénéficiant du retrait de la candidate LFI (NFP) Ghislaine Bonnet.
À l’Assemblée nationale, elle est membre de la commission des Affaires culturelles et de l'Éducation et elle s’investit sur les questions liées à la cohésion sociale, à la ruralité et à la vie associative. Elle est également élue vice-présidente du groupe Ensemble pour la République à l'Assemblée nationale.

#### Dans son parti politique
Membre de Renaissance depuis 2018, Julie Delpech a intégré la commission nationale d'investiture de Renaissance en mars 2025.